# Le Mariage forcé
Pour la pratique, voir Mariage forcé.
Pour les articles homonymes, voir Mariage (homonymie).
Le Mariage forcé est une comédie-ballet en un acte et en prose de Molière, Pierre Beauchamp et Lully, représentée pour la première fois au palais du Louvre, par ordre de sa Majesté le 29 janvier 1664, et donnée ensuite au public sur le Théâtre du Palais-Royal le 15 février 1664 par la troupe de Monsieur, frère unique du Roi.
En 1672, à la suite de la rupture entre Molière et Lully, le Mariage forcé fut représenté avec de nouveaux intermèdes musicaux (H.494ii) dus à Marc-Antoine Charpentier ; la première eut lieu au Théâtre du Palais-Royal le 8 juillet.

## Résumé
Sganarelle, 53 ans et fortuné, veut épouser la jeune et belle Dorimène. Son ami Geronimo lui déconseille un tel mariage. Le galant demande leur avis sur ce point à deux philosophes, dont l’un suit Aristote et l’autre Pyrrhon, ainsi qu’à deux bohémiennes qui jouent de la musique : leurs réponses ne font qu’accroitre la perplexité du candidat au mariage. Mais voilà que Dorimène entre en scène avec son amant Lycaste auquel elle n’hésite pas à dire, sans savoir que Sganarelle l’entend, qu’elle ne se marie que pour l’argent et compte avant six mois être veuve. Édifié par de tels propos, Sganarelle veut reprendre sa promesse de mariage auprès de son beau-père mais Alcidas, le frère de Dorimène, provoque alors Sganarelle en duel et, devant le refus de se battre de ce dernier, commence à le rouer de coups de bâton. Le malheureux, bon gré mal gré, est bien forcé d’en passer par ce « mariage forcé ».

## Distribution
| Acteurs ayant créé les rôles                   |                             |
| Personnage                                     | Acteur                      |
| Sganarelle, futur époux de Dorimène            | Molière                     |
| Géronimo, ami de Sganarelle                    | La Thorillière              |
| Dorimène, jeune coquette, promise à Sganarelle | Mlle du Parc                |
| Alcantor, père de Dorimène                     | Béjart                      |
| Alcidas, frère de Dorimène                     | La Grange                   |
| Lycaste, amant de Dorimène                     |                             |
| Deux égyptiennes                               | Mlle Béjart et Mlle de Brie |
| Pancrace, docteur aristotélicien               | Brécourt                    |
| Marphurius, docteur pyrrhonien                 | Du Croisy                   |

## Répliques célèbres
- « Je veux imiter mon père et tous ceux de ma race,
qui n'ont jamais voulu se marier. » (Sganarelle, scène VIII)